# Linia kolejowa nr 74
Linia kolejowa nr 74 – linia łącząca stację Sobów ze stacją Stalowa Wola Rozwadów. 15 grudnia 1989 roku oddano do użytku zelektryfikowany odcinek Sobów – Grębów, a sześć dni później 21 grudnia uruchomiono sieć trakcyjną na odcinku Grębów – Stalowa Wola Rozwadów.
Podczas powodzi w 2010 w wyniku podmycia torów linia była nieprzejezdna na odcinku Sobów – Grębów.
Wykaz maksymalnych prędkości
(km/h)
| odcinek linii | odcinek linii | pociągi pasażerskie | szynobusy | pociągi towarowe |
| ------------- | ------------- | ------------------- | --------- | ---------------- |
| km pocz.      | km końcowy    | pociągi pasażerskie | szynobusy | pociągi towarowe |
| Tor 1         |               |                     |           |                  |
| 0,030         | 4,500         | 100                 | 100       | 80               |
| 4,500         | 15,350        | 80                  | 80        | 70               |
| 15,350        | 21,000        | 100                 | 100       | 80               |
| Tor 2         |               |                     |           |                  |
| 4,500         | 15,350        | 80                  | 80        | 70               |
| 15,350        | 21,000        | 100                 | 100       | 80               |